# Kemse
Kemse es un pueblo ubicado en el distrito de Sellye, en el condado de Baranya, Hungría.

## Superficie
Posee una superficie de 8,960 kilómetros cuadrados.

## Demografía
Hasta 2019 la población era de 59 habitantes, con una densidad de población de 6,585 habitantes por kilómetro cuadrado.